# Ivan Vazov
Ivan Minchov Vazov (Sopot, 9 de julho de 1850 — Sófia, 22 de setembro de 1921) foi um escritor, poeta e dramaturgo búlgaro. É chamado de "patriarca da literatura búlgara".

## Biografia
Vazov nasceu em Sopot, Bulgária. Seu pai Mincho Vazov era um rico comerciante. Seus irmãos Georgi e Vladimir eram líderes militares. Seu outro irmão Boris Vazov era figura pública e político. Ivan Vazov estudou em Kalofer e Plovdiv.Vazov viveu por algum tempo na Romênia. Vazov foi acadêmico da Academia de Ciências da Bulgária.

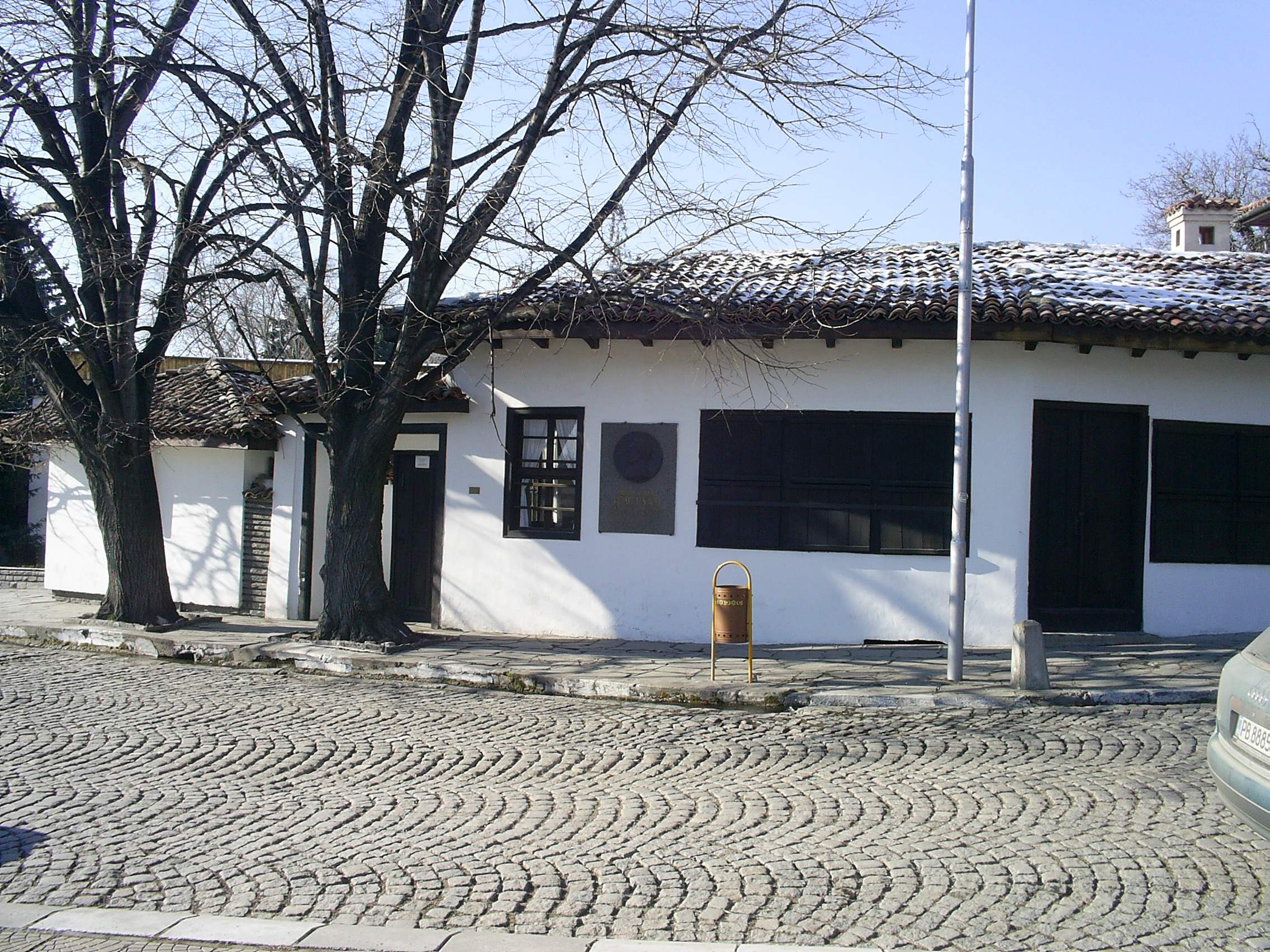
Museo casa Ivan Vazov,Sopot

## Vida literária
Vazov escreveu seu primeiro poema "Борба"(Luta) em 1870. Em 1876  publicou a coleção de poemas Пряпорец и Гусла (Pryaporetz e Gusla).

### Novelas
- Под игото (Sob o Jugo) - 1888
- Нова земя (Nova terra)
- Svetoslav Terter

### Clematite
- Nemili-Nedragi
- Chichovci